# Естер Вилар
Естер Маргарета Вилар (рођена Естер Маргарета Катцен, 16. септембра 1935. у Буенос Аресу, Аргентина)  је аргентинско-немачка списатељица. Пре него што се прославила као ауторка, обучавала се за доктора медицине. Најпознатија је по књизи Дресирани мушкарац из 1971. године и њеним разним последицама, у којима се тврди да, супротно уобичајеној феминистичкој реторици и реторици о женским правима, жене у индустријализованим културама нису потлачене, већ користе добро успостављени систем манипулисања мушкарцима.

## Биографија
Виларови родитељи су били немачко-јеврејски емигранти. Развели су се када је имала 3 године.
Студирала је медицину на Универзитету у Буенос Ајресу, а 1960. године отишла је са стипендијом у Западну Немачку да би наставила студије психологије и социологије. Годину дана радила је као лекар у баварској болници, а радила је и као преводилац, продавачица, радница на монтажној траци у фабрици термометара, модел ципела и секретарица.
Естер се удала за немачког аутора Клауса Вагна 1961. године.  Брак се завршио разводом након две године, али су 1964. добили сина Мартина. Што се тиче развода, изјавила је: „Нисам се растала са мушкарцем, већ само са браком као институцијом“.

## Посао

### Дресирани мушкарац(1971)
Једна од најпопуларнијих књига Вилар названа је Дресирани мушкарац, коју је назвала делом студије о „човековом одушевљењу неслободом”.  У њему она тврди да жене не угњетавају жене, већ контролишу у своју корист мушкарце скојима су у вези, али којих већина мушкараца није ни свесна.
Неке од стратегија описаних у њеној књизи су:
- Намамљивање мушкараца сексом, што је називала „периодичном употребом женске вагине“, и друге стратегије завођења
- Контрола мушкараца разумном употребом похвала, секса и емоционалних уцена након што их намаме
- Прикривајући њене стварне намере и мотиве под маском романтичне љубави

Дресирани мушкарац је била прилично популарна књига у време објављивања, делом и због значајног извештавања у штампи.
Вилар се појавила у емисији Тонајтс шоу 21. фебруара 1973. године, како би разговарала о књизи. Вертдојчер Рундфунк ју је 1975. године позвао на телевизијску дебату  са Алис Шварцер, која је у то време постала позната као представница женског покрета. Дебата је била контроверзна, јер је Шварцерова тврдила да је Вилар: „не само сексиста, већ и фашиста “, упоређујући њену књигу са нацистичким новинама Јуришник.

Према аутору, због књиге су јој претили и смрћу:
Нисам довољно широко замишљала о изолацији у којој бих се нашла након писања ове књиге. Нити сам предвидео последице које би то имало за касније писање, па чак и за мој приватни живот - насилне претње до данас нису престале.

### Остале књиге
Њена представа Шпер (1998) дело је измишљене биографије о немачком архитекти Алберту Шперу, а постављена је у Берлину и Лондону, у режији и глуму Клауса Марије Брандауера. Такође је написала многе друге књиге и драме, махом на немачком језику.

## Одабрани радови
- The Manipulated Man. Pinter & Martin. 1998. ISBN 0-9530964-2-4.
- Der dressierte Mann [The Manipulated Man] (на језику: немачки). Tritonpers. 1971. ISBN 90-6057-032-4.
- Прикупљање књига у оригиналној серији од 3: Дер дрессиерте Манн [Изманипулирани човек], Дас полигаме Гесцхлецхт [Полигамни пол], Дас Енде дер Дрессур (Крај манипулације; трећи део никада није преведен на енглески). дтв Верлаг. Vilar, Esther (1998). Der dressierte Mann. Dt. Taschenbuch-Verlag. ISBN 978-3-423-36134-7.
- The Polygamous Sex: A man's right to the other woman. W. H. Allen. 1976. ISBN 0-491-01737-5.
- Alt (на језику: немачки). Herbig Verlagsbuchhandlung. 1980. ISBN 3-7766-1089-1.
- Oud (на језику: холандски). De Centaur. 1980. ISBN 90-6057-168-1.
- El discurso inaugural de la papisa americana [The inaugural address of the American papess] (на језику: шпански). Lectorum. 1982. ISBN 84-02-09008-7.
- Speer. Play (на језику: немачки). Transit. 1998. ISBN 3-88747-128-8.